# Wilhelm Burgdorf
Wilhelm Burgdorf, född 14 februari 1895 i Fürstenwalde, död 1 maj 1945 i rikskansliets bunker i Berlin, var en tysk general. Han befordrades till generalmajor 1942 och till general i infanteriet 1944. År 1941 erhöll han Riddarkorset av Järnkorset. 

## Biografi
Burgdorf anslöt sig den 3 augusti 1914 som fanjunkare till den kejserliga armén och placerades vid 2. brandenburgska grenadjärregementet. Han stred med regementet i första världskriget och befordrades till löjtnant den 18 april 1915. Efter kriget förflyttades han till Reichsheer, placerades 1920 vid 10. infanteriregementet, tjänstgjorde senare vid 8. preussiska infanteriregementet, förflyttades på hösten 1923 till 13. kompaniet vid 8. preussiska infanteriregementet i Frankfurt an der Oder och genomgick sedan officersutbildning vid staben vid 4. divisionen i Dresden. Den 1 oktober 1924 placerades han vid 1. troppen vid 9. preussiska ryttarregementet i Fürstenwalde an der Spree, befordrades den 1 juni 1925 till överlöjtnant, förflyttades den 1 oktober 1925 till 12. kompaniet vid 8. preussiska infanteriregementet i Görlitz och blev den 1 april 1927 regementsadjutant vid 8. preussiska infanteriregementet i Frankfurt an der Oder.
1930 befordrades Burgdorf till chef för 12. kompaniet vid 8. preussiska infanteriregementet i Görlitz, befordrades den 1 februari 1930 till hauptmann, förflyttades på våren 1933 till staben vid 4. divisionen i Dresden och blev på hösten 1934 lärare vid infanteriskolan i Dresden. Burgdorf befordrades den 1 november 1935 till major, blev den 1 november 1936 adjutant vid generalkommandot vid IX. armékåren i Kassel, befordrades den 1 augusti 1938 till överstelöjtnant och deltog i fälttåget mot Polen 1939. På våren 1940 anslöt sig Burgdorf till Führerreserven, tjänstgjorde som kommendant vid 529. infanteriregementet och deltog i fälttågen västerut. Den 1 september 1940 befordrades han till överste och återgick i tjänst för Führerreserven på våren 1942. Den 1 maj 1942 förflyttades Burgdorf till Oberkommando des Heeres (OKH), blev samma dag biträdande chef för OKH:s personalavdelning, befordrades till generalmajor den 1 oktober 1942, till generallöjtnant den 1 oktober 1943 och blev den 9 november 1944 general av infanteriet.
I oktober 1944 befordrades han till chef för arméns personalavdelning och tillika Wehrmachts chefsadjutant hos Führern.
Burgdorf begick självmord tillsammans med Hans Krebs i Führerbunkern cirka klockan 21.30 den 1 maj 1945. Burgdorfs och Krebs kroppar påträffades dagen därpå av ryska trupper. Kvarlevorna efter Adolf Hitler, Eva Braun, makarna Joseph och Magda Goebbels, deras sex barn samt Burgdorf och Krebs togs om hand av ryska myndigheter. Den 4 april 1970 kremerades samtliga kvarlevor slutligen och ströddes av KGB-agenter i floden Ehle, en biflod till Elbe.

### Rommels död
I egenskap av Wehrmachts chefsadjutant hos Adolf Hitler spelade Burgdorf en nyckelroll vid generalfältmarskalk Erwin Rommels påtvingade självmord. Rommel hade utpekats som en av konspiratörerna bakom 20 juli-attentatet, då höga officerare försökte döda Hitler. Burgdorf fick i uppdrag att, tillsammans med Ernst Maisel, uppsöka Rommel i dennes bostad i Herrlingen och ställa honom inför valet att ställas inför Folkdomstolen och riskera dödsstraff eller att begå självmord. Rommel valde det senare och Burgdorf försåg honom med en kapsel med cyankalium.

## Utmärkelser
Wilhelm Burgdorfs utmärkelser
- Järnkorset av andra klassen: 24 januari 1915
- Järnkorset av första klassen: 14 augusti 1916
- Hohenzollerska husordens riddarkors med svärd: 27 augusti 1917
- Militärförtjänstkorset av tredje klassen med krigsdekoration: 27 februari 1918
- Riddarkorset av andra klassen av Fredriksorden med svärd:18 juli 1918
- Hansakorset för Hamburg: 18 oktober 1918
- Schlesiska örnens orden
- Ärekorset (Ehrenkreuz für Frontkämpfer): 20 december 1934
- Tilläggsspänne till Järnkorset av andra klassen: 15 juni 1940
- Tilläggsspänne till Järnkorset av första klassen: 17 juni 1940
- Wehrmachts tjänsteutmärkelse av andra klassen
- Östfrontsmedaljen
- Riddarkorset av Järnkorset
  - Riddarkorset: 29 september 1941

## Populärkultur
- I filmen Undergången från 2004 spelas Wilhelm Burgdorf av den tyske skådespelaren Justus von Dohnányi.
- I filmen Rommel från 2012 gestaltas Wilhelm Burgdorf av den tyske skådespelaren Peter Kremer.